# Miklos Molnar
Pour le chercheur hongrois en relations internationales, voir Miklós Molnár.
Miklos Molnar, né le 10 avril 1970 à Copenhague, est un footballeur international danois. 

## Biographie

### En sélection
Attaquant, il est sélectionné pour participer à la Coupe du monde 98 et à l'Euro 2000.

## Carrière
- 1987-1988 : Hvidovre IF ( Danemark)[1]
- 1989-1990 : BK Frem Copenhague ( Danemark)
- 1990-1991 : Standard de Liège ( Belgique : 48 matchs, 26 buts)
- 1991-1992 : Servette FC ( Suisse)
- 1992-1994 : AS Saint-Étienne ( France)
- 1994-1994 : Lyngby BK ( Danemark)
- 1994-1995 : FSV Francfort ( Allemagne)
- 1995-1996 : Herfølge BK ( Danemark)
- 1996-1997 : Lyngby BK ( Danemark)
- 1997-2000 : FC Séville ( Espagne)
- 2000 : Kansas City Wizards ( États-Unis)

## Palmarès
- 18 sélections et 2 buts avec l'équipe du Danemark entre 1990 et 2000[2].